# Władysław Bortnowski
Władysław Bortnowski (Radom, Imperio Ruso, 12 de noviembre de 1891 - Glen Cove, Nueva York, 21 de noviembre de 1966) fue un militar polaco. 
Bortnowski nació el 12 de noviembre de 1891 en Radom, del Zarato de Polonia (Imperio ruso). Tras realizar estudios en Zhytomyr, se incorporó a la Universidad Jagellónica de Cracovia en donde se graduó en Medicina. Fue miembro de la organización secreta polaca Związek Walki Czynnej y de la asociación paramillitar polaca Związek Strzelecki "Strzelec" . Tras el estallido de la Primera Guerra Mundial se alistó en las Legiones Polacas, integrado en el Ejército austrohúngaro, en donde fue jefe de pelotón en el 1º Regimiento de infantería. Ascendió a subteniente y dirigió una compañía del 5º Regimiento de infantería y luego se convirtió en adjunto en el 7º Regimiento. Herido en la batalla de Łowczówek en 1917, fue arrestado e internado en un campo de prisioneros en Beniaminów. 
Tras la creación del estado de Polonia tras la Primera Guerra Mundial, Bortnowski se unió a sus fuerzas armadas con el rango de teniente coronel. En diciembre de 1919 fue nombrado jefe de operaciones de la Primera División de Infantería de la Legión Polaca  formada principalmente por muchos de sus compañeros de la Legión Polaca. Participó en la guerra Polaco-Ucraniana y en la Guerra Polaco-Soviética, y en octubre de 1920 fue nombrado jefe del Estado Mayor del 3º ejército mandado por Zygmunt Zieliński. Tras el cese el fuego, en noviembre de ese mismo año, fue enviado a Paris para recibir instrucción en la Escuela Superior de Guerra, en donde se graduó en 1922, regresando a Polonia. El 15 de agosto de 1924 fue ascendido a coronel y en octubre de 1925 fue nombrado jefe del 37.º Regimiento de Infantería situado en Kutno. En noviembre de 1926 pasa a mandar la 26 División de Infantería, y luego, en 1931, el 3º Regimiento de Infantería de la Legión situada en  Zamość, una de las unidades más prestigiosas del Ejército polaco. El 1 de enero de 1932 asciende a general de brigada. Del 12 de octubre de 1935 al 28 de marzo de 1938 es inspector general de las Fuerzas Armadas en Toruń.
En el otoño de 1938 Bortnowski fue nombrado jefe del Grupo de Operaciones Zaolzie que ocupó la región de Zaolzie, perteneciente a Checoslovaquia, después del Pacto de Múnich. Tras el éxito de la operación, fue nombrado Inspector del Ejército del Estado Mayor. El 1 de marzo de 1939 fue ascendido a general de división, convirtiéndose en el comandante del Ejército de Pomorze desplegado en la zona del Corredor Polaco. Al iniciarse la invasión alemana en septiembre de 1939, consiguió salvar a parte de su Ejército del primer ataque alemán, retirándose hacia el sureste, y luchando en la batalla de Bzura. Herido gravemente durante el combate, el 21 de septiembre fue apresado por los alemanes. Pasó el resto de la guerra en varias cárceles alemanas. Fue liberado en 1945, no regresando a su país. Primero estuvo en Gran Bretaña, y en 1954 se trasladó a los Estados Unidos. Murió el 21 de noviembre de 1966 en Doylestown, Pensilvania.